# Cordeau

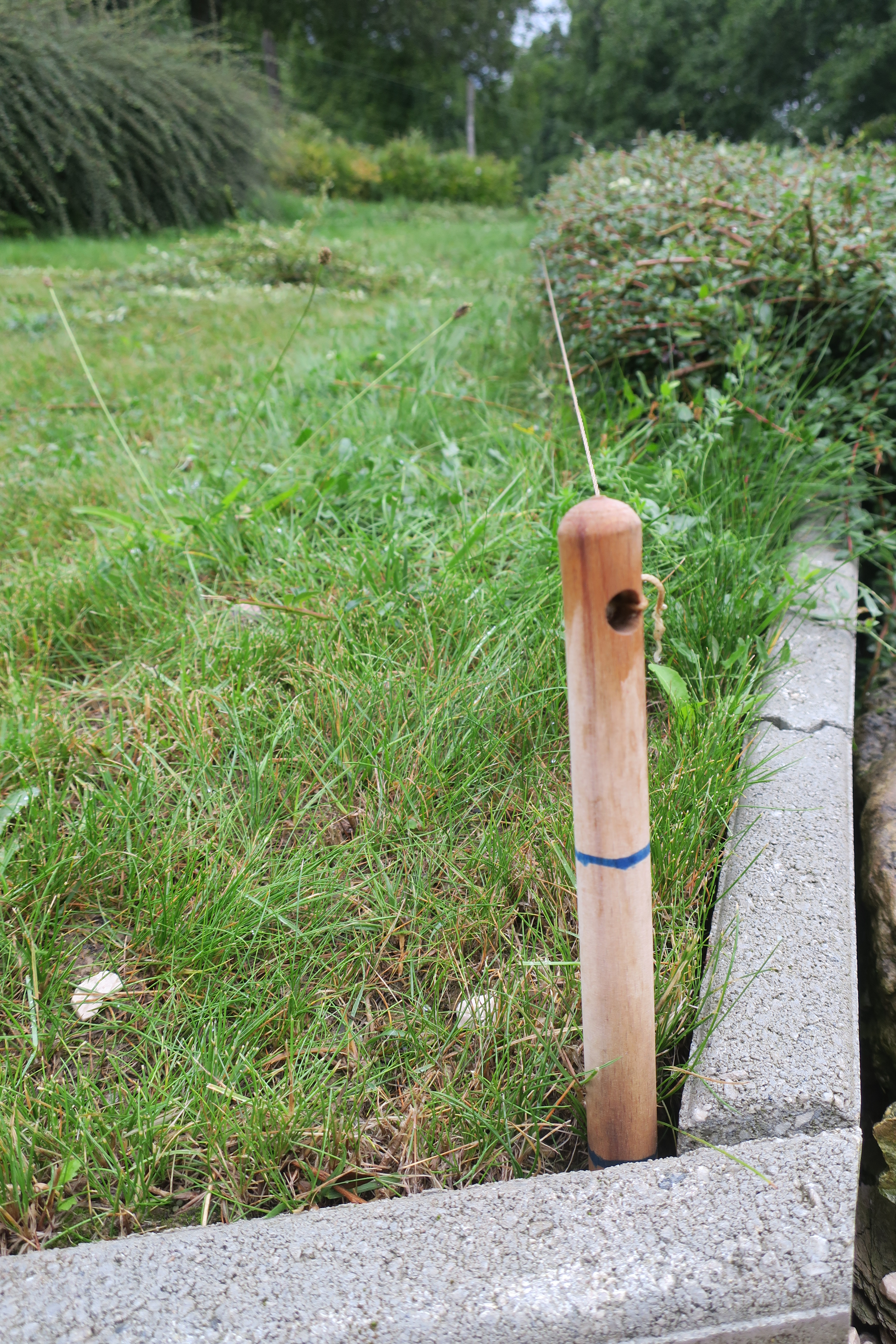
Cordeau planté le long d'une haie à tailler.

Le cordeau est un outil de jardinage ou de construction. 
Le cordeau du jardinier est composé de deux bâtons, imputrescibles si possible (par exemple plastique ou acacia ), taillés en pointe et reliés par une cordelette généralement en coton (extra souple) ou en nylon souple d'une longueur d'environ dix mètres, qui une fois tendue sert à matérialiser provisoirement une ligne droite, pour permettre l'exécution d'un travail ou la construction d'un élément d'ouvrage comme tracer des lignes droites pour les semis ou les plantations. Le cordeau est très fréquemment fabriqué par le maraicher.
Le cordeau du maçon est une cordelette en coton qui est tendue sur des piquets généralement métalliques.  Il sert à représenter provisoirement une ligne droite et à visualiser ainsi un plan vertical pour permettre la construction d'un mur, par exemple en moellons.

## Dans la charpenterie
Anciennement :
- Chas d'un plomb - Pièce de cuivre ou de fer, ronde ou carrée, au milieu de laquelle est un trou de la grosseur du cordeau qui passe au travers[C 1].
- Cingler - Tracer des lignes avec un cordeau tendu, et que l'on a blanchi ou noirci auparavant[C 2].
- Cordeau - Petite corde dont on se sert pour tracer et aligner les pièces[C 3].
- Dresser - Cingler au cordeau une pièce de bois avant de l'équarrir[C 4].
- Enligner - Donner à une pièce de bois la même grosseur qu'à une autre au moyen de la règle ou du cordeau[C 5].
- Raméneret - Trait. C'est, avec le cordeau, prendre la longueur des arêtiers[C 6].
- Simblo ou Simbleau - Nom du cordeau ou de la ficelle dont on se sert pour tracer une circonférence lorsque sa grandeur surpasse la portée d'un compas[C 7]. Simblo désigne aussi l'action de tracer une courbe.

## En maçonnerie
Anciennement :
- Singler - Dans le toisé (ancêtre du métré, pour lequel l'unité est la toise), prendre avec un cordeau le pourtour d'une voûte, le développement des marches d'un escalier ou de sa coquille[M 1].

## Expression
- Est tiré au cordeau, se dit d'une chose remarquablement droite.

## Divers
Dans le calendrier républicain français, le 20e jour du mois de ventôse, est officiellement dénommé jour du Cordeau.